# Syllis torquata
Syllis torquata är en ringmaskart som beskrevs av Marion och Bobretzky 1875. Syllis torquata ingår i släktet Syllis och familjen Syllidae. Arten har ej påträffats i Sverige. Inga underarter finns listade i Catalogue of Life.